# بورا وانگ
بورا وانگ (انگلیسی: Bora Vang؛ زادهٔ ۹ آوریل ۱۹۸۷) یک بازیکن تنیس روی میز اهل جمهوری خلق چین است. 
وی در مسابقات کشوری و بین‌المللی در مجموع برنده ۲ مدال طلا، ۲ مدال نقره شده‌است.